# 小行星1592
小行星1592（1592 Mathieu）是一颗围绕太阳公转的小行星。1951年6月1日，西維恩·阿蘭德在于克勒发现了此天体。
該小行星以阿蘭德的孫子馬修（Mathieu）命名。
这颗小行星的绝对星等为177.06713等。